# René Monse
René Monse (* 28. September 1968 in Potsdam; † 7. Juni 2017 in Magdeburg) war ein deutscher Schwergewichtsboxer.

## Amateurkarriere
René Monse wurde als Amateur mehrmaliger DDR-Jugendmeister und 1989, mit einem Sieg gegen Maik Heydeck, letzter DDR-Meister im Superschwergewicht. Im Jahr 1990 nahm er am Weltcupturnier in Dublin teil und wurde Dritter, er scheiterte im Halbfinale an Félix Savón. Im Jahr 1991 belegte er bei der Deutschen Meisterschaft in der Schwergewichtsklasse hinter Bert Teuchert den zweiten Platz, 1993 und 1994 wurde er im Superschwergewicht Deutscher Meister.
1994 gewann Monse den Chemiepokal und die Militärweltmeisterschaft in Tunis, beim Weltcup in Bangkok belegte er nach einer Finalniederlage gegen den Kubaner Savón den zweiten Platz.
Im Jahr 1995 nahm Monse an der Amateurweltmeisterschaft in Berlin teil, unterlag im Halbfinale jedoch gegen Vitali Klitschko und wurde  Dritter. Bei der Militärweltmeisterschaft 1995 in Rom belegte er ebenfalls einen dritten Platz, er verlor dort in der Vorschlussrunde gegen den Russen Alexei Lesin.
Ein weiterer dritten Platz gelang ihm bei der Europameisterschaft 1996 in Vejle. Durch einen Schlag von Paolo Vidoz nach Rundenende im Viertelfinale ging Monse zu Boden. Zwar wurde Vidoz disqualifiziert und Monse zum Sieger erklärt, jedoch wurde Monse auf Anraten des Ringarztes die Teilnahme am Halbfinale gegen Lesin verwehrt. In jenem Jahr nahm Monse außerdem für Deutschland an den Olympischen Spielen in Atlanta teil, scheiterte im Viertelfinale jedoch ein weiteres Mal an Lesin.

### Erfolge
- DDR-Meister 1989, Deutscher Meister 1993, 1994
- Chemiepokal 1994
- Weltcup Dritter 1990, Zweiter 1994
- Militärweltmeisterschaft Sieger 1994, Dritter 1995
- Weltmeisterschaft Dritter 1995
- Europameisterschaft Dritter 1996

## Profi
1997 wurde er Profi und stand beim SES-Boxteam in seiner Heimatstadt Magdeburg unter Vertrag, sein Trainer war Werner Kirsch.
2000 gewann er nach einem Sieg über Willi Fischer die Internationale
Deutsche Meisterschaft im Schwergewicht. Bekannt wurde er jedoch in den beiden Kämpfen um die Europameisterschaft gegen Luan Krasniqi. In der ersten Begegnung am 5. Januar 2002 gelang ihm zwar in der zweiten Runde ein Niederschlag, dennoch verlor er den Kampf schließlich knapp nach Punkten. Im zweiten Kampf am 31. Juli 2004 unterlag er vorzeitig, nachdem seine Ecke zu Beginn der siebten Runde das Handtuch geworfen hatte. Anschließend kehrte Monse nicht mehr in den Ring zurück.
Monse war verheiratet und hatte 4 Kinder. Zwei aus zweiter und zwei Kinder aus erster Ehe.
Er arbeitete als selbstständiger Versicherungsvertreter in Magdeburg. Sein Sohn Steven Monse ist ein ehemaliger Basketball-U20-Nationalspieler und stand im Kader mehrerer Basketball-Bundesligisten.